# Médaille de militant du travail socialiste

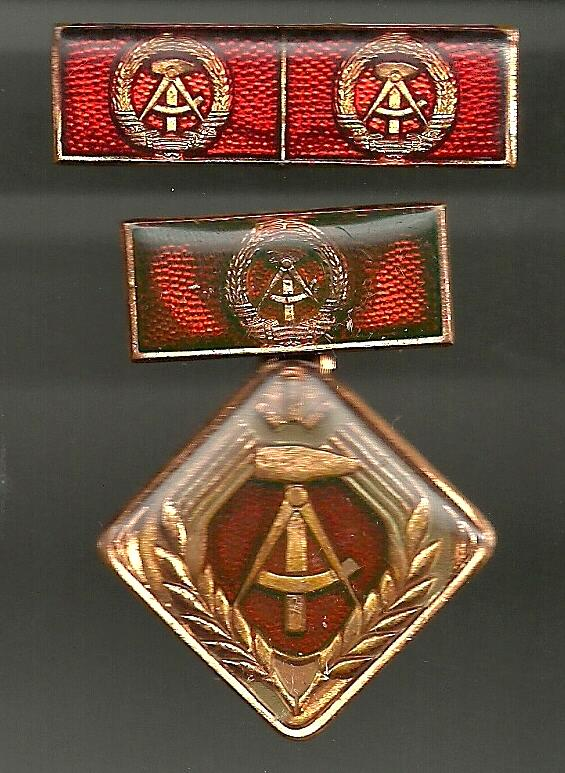
Médaille de militant du travail socialiste avec appareils miniatures.

La médaille de militant du travail socialiste (en allemand "Aktivist der sozialistischen Arbeit") était un prix décerné par l’État à la République démocratique allemande (RDA) sous la forme d’un ordre. Créée le 28 juillet 1969, elle a remplacé les prix décernés jusque-là par la médaille du Plan des Sept Ans, dont le prédécesseur était la médaille du Plan Quinquennal et la médaille de l’excellence. Le FDJ et le FDGB ont également décerné des titres honorifiques à des jeunes militants ainsi qu’à d’excellents jeunes militants, qui ont été décernés à des jeunes à l’école ou qui ont suivi une formation au-delà du niveau d’engagement et de performance requis.

## Conditions d'obtention
Le concept d’activiste a été défini pour l’ordre social dominant comme celui d’un travailleur qui fournit des services allant au-delà des normes et des directives ou qui donne l’exemple, comme:
- le dépassement du plan économique national,
- dans la concurrence socialiste;
- en science et en technologie;
- l’amélioration de l’organisation du travail,
- pour la mise en œuvre de nouvelles méthodes de travail[1].

Le mouvement activiste était issu du mouvement Stachanov en Union soviétique.

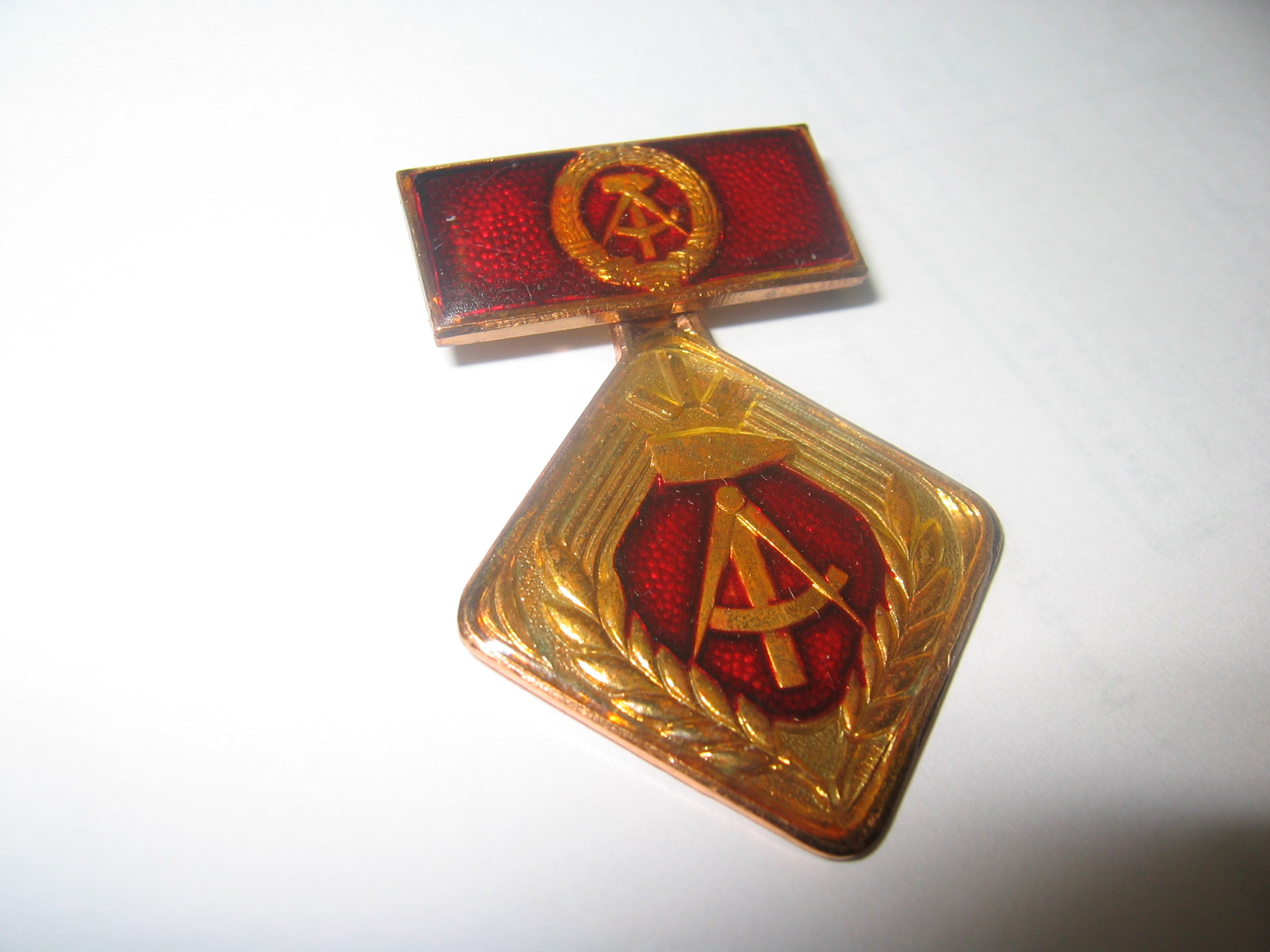
Médaille de militant du travail socialiste

Le titre honorifique a pu être décerné à plusieurs reprises à tous les travailleurs dans tous les domaines de la vie professionnelle et sociale. La seule condition était que la personne ait accompli d’excellents progrès dans la construction du socialisme et dans la consolidation et le renforcement de la RDA. Cela allait des choses les plus simples à l’application de nouvelles méthodes de travail ou à l’exécution de plans de production. La distinction en tant qu’activiste socialiste a été appréciée et perçue de différentes manières. Elle a été assez largement diffusée pour démontrer l’accord général des travailleurs sur le système. En 1988, sur 8.979.700 travailleurs, 4441 ont été récompensés en tant qu’activistes rémunérés et 284.166 en tant qu’activistes distingués.

## Apparence
De couleur bronze, en forme de carré à angles arrondis, de 25 mm de côté, sur l'avers, un losange central émaillé rouge avec marteau et compas. Un épi à gauche et un épi à droite, le revers montrant l’inscription :
AUF
SOZIALISTISCHE
ART ZU LEBEN,
ERFORDERT AUF
SOZIALISTISCHE
ART
ZU ARBEITEN

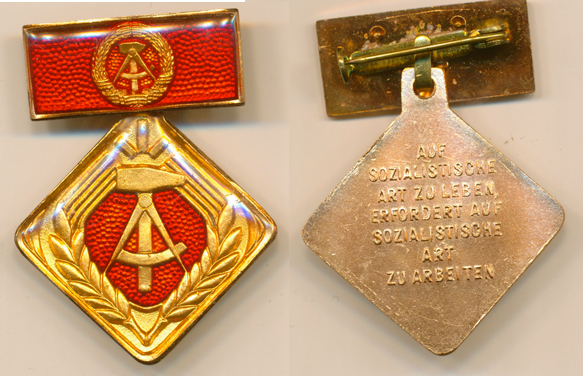
Médaille de militant du travail socialiste.

(VIVRE DE FAÇON SOCIALISTE EXIGE UN TRAVAIL SOCIAL)
En 1969, la médaille a été décernée avec une barrette en bronze, également émaillée en rouge. À partir de 1970, les armoiries d’État de la RDA ont été posées et, lors d’une remise à plusieurs reprises, un appareil miniature a été décerné deux, trois ou quatre fois. Elles montraient l’appareil en bronze avec les armoiries d’État appliquées.